# 小行星1329
小行星1329（1329 Eliane）是一颗绕太阳运转的小行星，为主小行星带小行星。该小行星于1933年3月23日发现。
該小行星以比利時天文學家保羅·布爾蓋瓦（Paul Bourgeois）的女兒愛莉亞娜（Éliane）命名。

## 轨道参数
小行星1329的轨道半长轴为2.6184558 UA，离心率为0.171。